# El que sabem
El que sabem és una pel·lícula valenciana del 2022 dirigida per Jordi Núñez. Va ser la pel·lícula que va inaugurar la XXXVII edició de la Mostra de València.
Es tracta d'una pel·lícula coming of age ambientada en la ciutat de València. Hi participen Nakarey, Javier Amann, Mauro Cervera, Tània Fortea, Roberto Hoyo, Rosita Amores i Samantha Hudson.